# Larinus orientalis
Larinus orientalis es una especie de escarabajo del género Larinus, tribu Lixini, familia Curculionidae. Fue descrita científicamente por Petri en 1912.
Se distribuye por Israel. La especie se mantiene activa durante el mes de febrero. Mide 8 milímetros de longitud y 0,5 milímetros de espesor, es marrón oscuro y está cubierto de pelo castaño.
Está considerada una plaga agrícola.